# Мебиам, Леон
Лео́н Мебиа́м Мба (фр. Léon Mébiame Mba; 1 сентября 1934, Либревиль, Французская Экваториальная Африка — 18 декабря 2015, Либревиль, Габон) — габонский политический и государственный деятель, вице-президент Габона с 1968 по 1975 и премьер-министр с 1975 по 1990 год.

## Биография
Принадлежал к народности фанг. Свою карьеру начал полицейским и с 1957 по 1959 год работал во французском Чаде. После провозглашения независимости Габона в августе 1960 года, вернулся на родину и начал работу в органах безопасности. Окончил Высшую национальную школу полиции во Франции и с 1962 г. — в полицию безопасности Генеральной дирекции полиции Габона. В 1963 г. возглавил Генеральную дирекцию.
С начала 1967 года занимал различные должности в правительстве страны. С ноября 1967 года был заместителем премьер-министра, а с января 1968 года — министром юстиции. С 1969 по 1974 год занимал пост мэра Либревиля. Являлся членом Габонской демократической партии.
С 1968 по 1975 год — вице-президент Габона. Когда эта должность была упразднена, он был назначен премьер-министром Габона, и находился на этом посту с 1975 по 1990 год. С переходом к многопартийной системе был отправлен в отставку, поскольку его кабинет столкнулся с многочисленными забастовками трудящихся. В 1990-е годы поддерживал оппозицию, на выборах 1998 года выступил за кандидатуру потерпевшего поражение на президентских выборах Пьера Мамбунду. В 2004 году вновь изменил свои политические взгляды, публично поддержав президента Бонго.
В 2008 году был назначен президентом Торгово-промышленной и угольной палаты Либревиля.